# In for the Kill (Kevin DuBrow)
In for the Kill è un album solista di Kevin DuBrow, uscito il 25 maggio 2004 per l'etichetta discografica Shrapnel Records.
Si tratta di un cover album perlopiù di artisti anni settanta. Il brano "Good Rocking Tonight", pur essendo stato composto dall'artista Roy Brown, è stato riadattato alla versione riarrangiata dei Montrose del 1973. "Black Sheep of the Family" venne ripresa anche dai Quatermass nel 1970 e dai Rainbow nel 1975. "Gonna Have a Good Time", cover dei The Easybeats, è una traccia che veniva frequentemente proposta live dai Quiet Riot negli anni 70 durante l'epoca con Randy Rhoads.

## Tracce
1. Burn on the Flame (testo: Connolly, Priest, Scott – musica: Scott)
2. Good Rocking Tonight (Brown)
3. Black Sheep of the Family (Hammond)
4. Speed King (Blackmore, Gillan, Glover, Lord, Paice)
5. Stay with Me (Stewart, Wood)
6. Red Light Mama, Red Hot (Frampton, Marriott, Ridley, Shirley)
7. Gonna Have a Good Time (Vandenburg, Young)
8. Modern Times Rock 'n' Roll (Taylor)
9. Drivin' Sister (Hunter, Ralphs)
10. 20th Century Boy (Bolan)
11. Razamanaz (Agnew, Charlton, McCafferty, Sweet)
12. Rolling with My Baby (Des Barres)

## Formazione
- Kevin DuBrow - voce, chitarra
- Kevin Curry - chitarra
- Gunter Nezhoda - basso
- Jeff Martin - batteria
- Michael Lardie - tastiere